# Högel

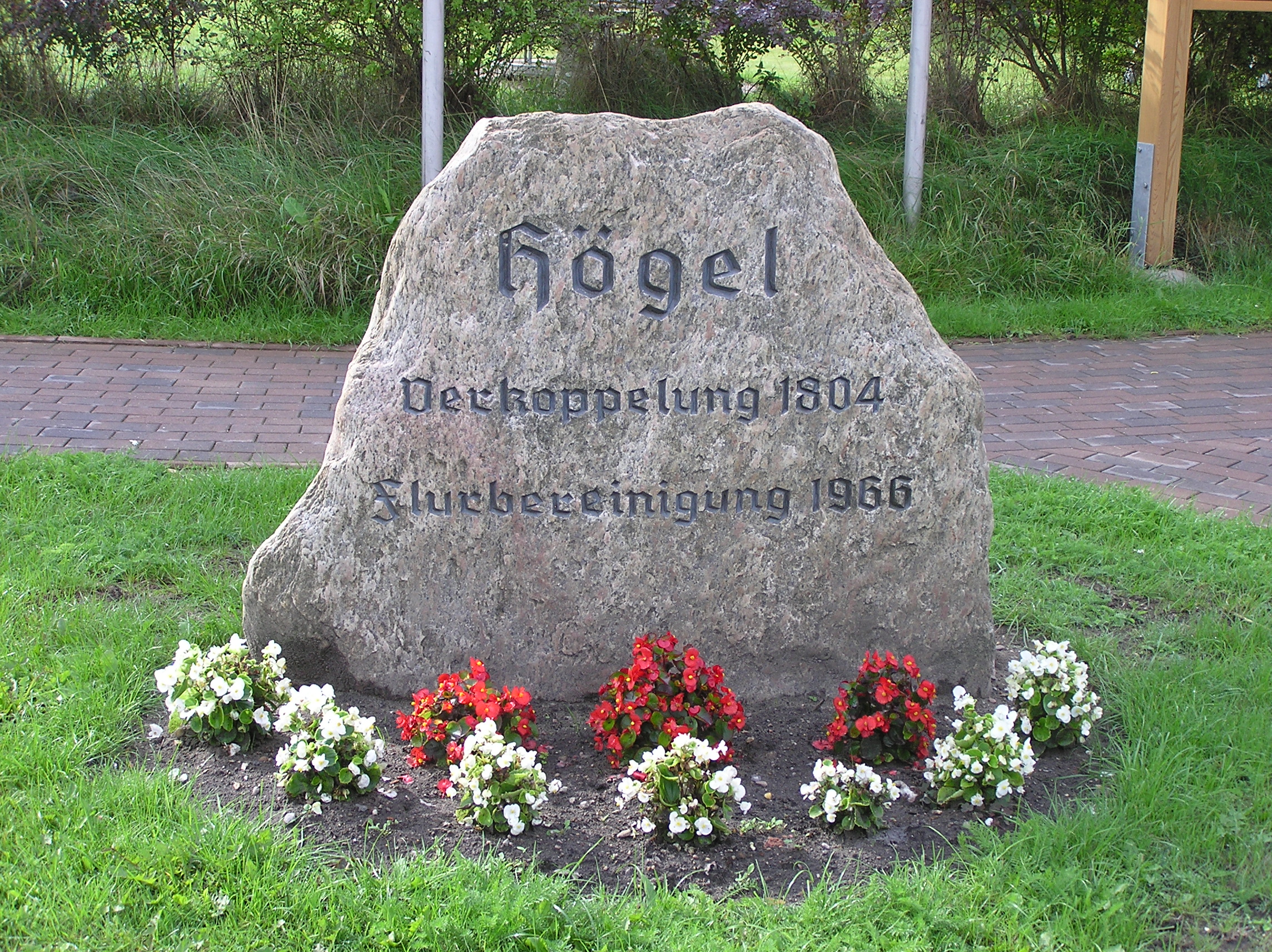
Verkoppelung und Flurbereinigung

Högel (dänisch: Høgel, nordfriesisch: Höögel) ist eine Gemeinde im Kreis Nordfriesland in Schleswig-Holstein.

## Geografie

### Geographische Lage
Das Gemeindegebiet von Högel erstreckt sich im zur Landschaft Schleswigsche Geest zählenden Naturraum Schleswiger Vorgeest etwa 6 Kilometer ostnordöstlich von Bredstedt.

### Ortsteile
Neben dem Dorf gleichen Namens befindet sich als Wohnplatz auch die Streusiedlung Mirebüll im Gemeindegebiet.

### Nachbargemeinden
Direkt angrenzende Nachbargemeinden von Högel sind:
|                      | Lütjenholm                                  | Goldelund |
| Bordelum (OT Dörpum) | Kompassrose, die auf Nachbargemeinden zeigt | Joldelund |
|                      | Vollstedt                                   |           |

## Geschichte
Der Ortsname Högel wurde 1377 erstmals erwähnt und leitet sich vom Wort für Hügel ab (vgl. altfries. hugel, altdän. hughl). Der Name Mirebüll wurde erstmals 1499 erwähnt und bedeutet vermutlich Siedlung am Moor zu -büll, dän. bøl, nordfr. bel für Siedlung und dän. myr für Moor.
Bis zum Deutsch-Dänischen Krieg 1864 gehörte der Ort zum Kirchspiel Breklum (Breklum Sogn) innerhalb der Nordergoesharde (Nørre Gøs Herred) des Herzogtums Schleswig.
Ab 1923 erfolgte die Stromversorgung des Orts durch eine gemeinschaftlich aufgestellte Windmühle.
Am 1. April 1934 wurde die Kirchspielslandgemeinde Breklum aufgelöst. Alle ihre Dorfschaften, Dorfgemeinden und Bauerschaften wurden zu selbständigen Gemeinden/Landgemeinden, so auch Högel.

## Politik

### Gemeindevertretung
Bei der im Zuge der Kommunalwahlen in Schleswig-Holstein 2023 am 14. Mai 2023 durchgeführten Gemeindewahl in Högel erhielten Kandidaten der WGH B sechs Sitze, die der WGH A drei Sitze. Die Wahlbeteiligung betrug 66;3 Prozent.

### Bürgermeisterin
Für die Wahlperiode 2023–2028 wurde Tanja Carstensen (WGH B) wiederholt zur Bürgermeisterin gewählt.

### Wappen
Blasonierung: „Durch einen linken nach oben hin leicht abgerundeten goldenen Keil, darin ein leicht schräg gestellter liegender roter Dingstab, von Grün und Blau gesenkt geteilt, oben links ein silberne zwölfflügelige Windmühle.“

## Wirtschaft und Verkehr

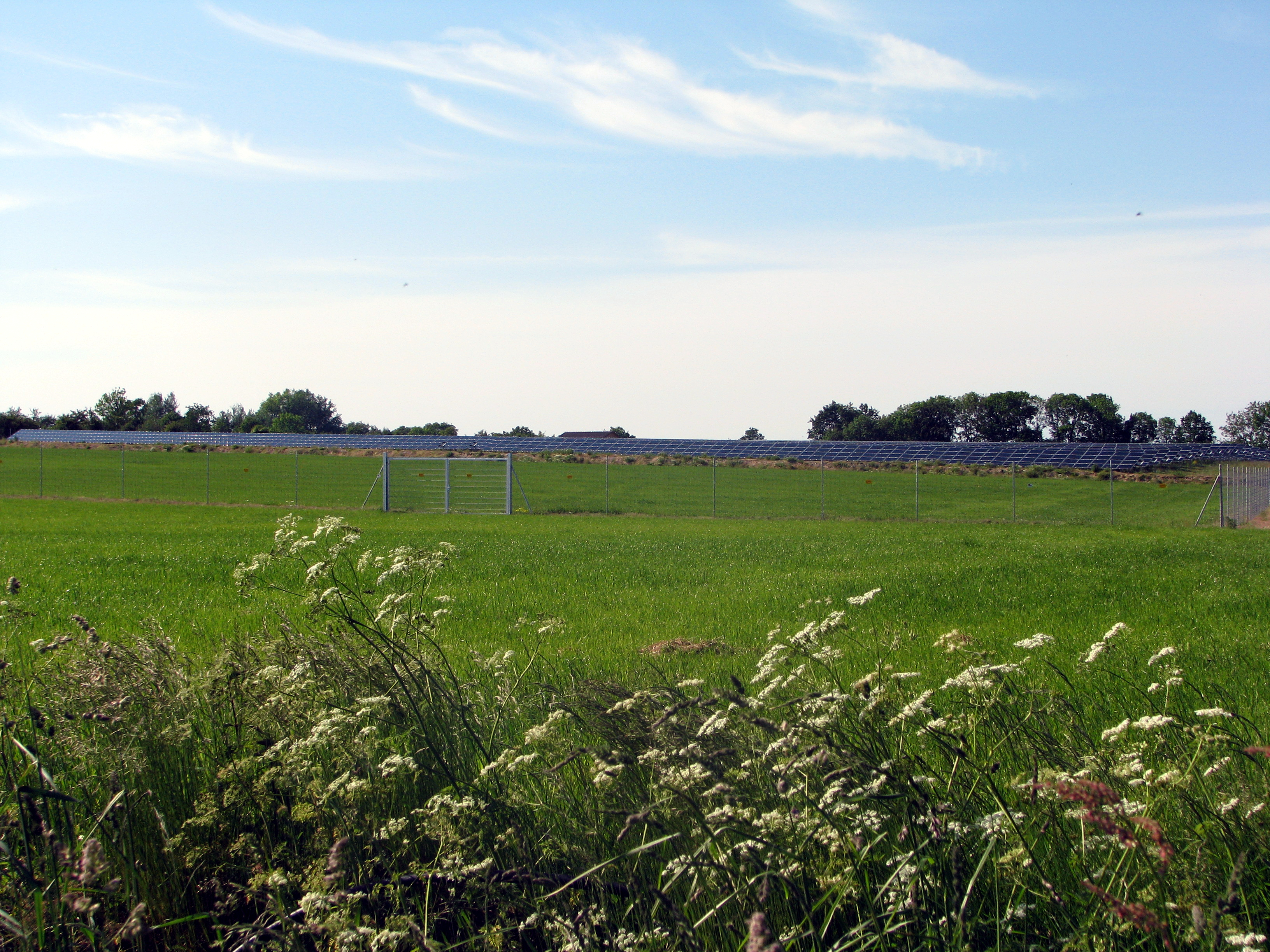
Photovoltaikanlage in der Gemeinde Högel

Die Gemeinde ist überwiegend landwirtschaftlich geprägt. Die Erzeugung erneuerbarer Energien erfolgt mittels einer Freiflächen-Photovoltaikanlage und einen Bürgerwindpark. Vor Ort ansässige Gewerbetreibende sind überwiegend im Handwerk und den der Landwirtschaft vor- und nachgelagerten Bereichen zu Hause. Die Vermietung von Ferienunterkünften wird ebenfalls angeboten. Die Gemeinde verfügt über ein Freibad.
Die Anbindung der Gemeinde erfolgt überwiegend im motorisierten Individualverkehr über die schleswig-holsteinische Landesstraße 12. Im benachbarten Unterzentrum Bredstedt besteht Anschluss an die Bundesstraße 5, im Gemeindegebiet von Wanderup an die Bundesstraße 200. In Högelfeld zweigt von der Landesstraße 12 als Querverbindung eine Kreisstraße in Richtung des Nachbarortes Joldelund zur Landesstraße 281 ab.
Im ÖPNV wird die Gemeinde seit August 2019 über die Nachbargemeinde Joldelund erreicht. Dort verkehrt die Buslinie R 125 des Nahverkehrsverbunds Schleswig-Holstein von Flensburg nach Bredstedt. Von Joldelund aus bedient der Rufbus Joldelund die benachbarten Gemeinden. Zudem besteht ein Schulbusverkehr zwischen Bredstedt und Lindewitt, der direkt durch Högel führt. In Bredstedt und Flensburg bestehen bei beiden Varianten direkter Anschluss an den SPNV (in Flensburg auch Fernverkehr).

## Persönlichkeiten
- Heinke Hannig (* 1957), Schriftstellerin und Hörspielautorin, wurde in Högel geboren.
- Dörte Hansen (heute Dörte Hansen-Jaax; * 1964 in Husum), Linguistin, Journalistin und Schriftstellerin, wuchs in Högel auf.